# D618 (Meuse)
De D618 is een departementale weg in het Noordoost-Franse departement Meuse. De weg loopt van Étain via Spincourt naar de grens met Meurthe-et-Moselle. In Meurthe-et-Moselle loopt de weg als D618 verder naar Longuyon en Longwy.

## Geschiedenis
Oorspronkelijk was de D618 onderdeel van de N18. In 2006 werd de weg overgedragen aan het departement Meuse, omdat de weg geen belang meer had voor het doorgaande verkeer. De weg is toen omgenummerd tot D618.